# اصطناع تطوري حديث
الاصطناع التطوري الحديث Modern evolution synthesis هو اتحاد أفكار من عدة تخصصات أحيائية تقدم اعتبارًا مقبولًا على نطاق واسع لنظرية التطور. يشار إلى هذا الاصطناع كذلك بالاصطناع الحديث، والاصطناع التطوري، واصطناع الألفية، واصطناع الداروينية الحديثة. يحدث هذا الاتجاه حيث أن نظرية داروين لاقت انتقادا كبيرا ، إذ أنها لا تتمشى مع واقع دليل الأحفورات الذي توسع بشكل كبير أثناء العشرينيات من القرن الماضي وحتى يومنا هذا.
يعكس هذا الاصطناع -الذي نتج ما بين 1936 و1947- الإجماع الحالي. كان التقدم السابق في حقل الوراثيات السكانية بين 1918 و1932 محفزًا للاصطناع الحديث، فقد أظهرت الدراسات في ذلك الحقل أن الوراثة المندلية متسقة مع الاصطفاء الطبيعي والتطور المتدرج. ما زال هذا الاصطناع -إلى حد بعيد- النموذج الفكري الحالي في علم الأحياء التطوري.
حل الاصطناع الحديث إشكالات وسوء فهم سببها التخصص وسوء التواصل بين علماء الأحياء في أوائل القرن العشرين. كان في أساسه مسألة ما إذا كان من الممكن التوفيق بين الوراثة المندلية والتطور التدرجي بواسطة الاصطفاء الطبيعي. وكانت مسألة أخرى تتساءل عما إذا كان يمكن تفسير التغيرات الواسعة (التطور الكبروي) التي يراها علماء المستحاثات بالتغيرات المشاهدة في التجمعات المحلية (التطور الدقيق)
يشمل الاصطناع أدلة من علماء أحياء متدربين في علم الوراثة ودرسوا تجمعات سكانية ميدانيًا ومعمليًا. كانت تلك الدراسات شديدة الأهمية لنظرية التطور. جمع الاصطناع أفكارًا من فروع متعددة من علم الأحياء أصبحت اليوم منفصلة، وهي على وجه التحديد علم الوراثة، وعلم الأحياء الخلوي، وعلم النظاميات الحيوية، وعلم النبات، وعلم التشكل، وعلم البيئة، وعلم الأحياء القديمة.

## خلاصة الاصطناع الحديث

اجتمعت العديد من الأفكار الرئيسية حول التطور في علم الوراثة السكانية في أوائل القرن العشرين لتشكيل التوليف الحديث ، بما في ذلك التباين الجيني ، و الانتقاء الطبيعي ، وجسيمات (مندل) للميراث. أنهى هذا كسوف الداروينية وحل محله مجموعة متنوعة من نظريات التطور غير الداروينية. ومع ذلك ، لم يتوحد كل علوم الأحياء ، مع حذف علم مثل علم الأحياء التنموي.

لقد سد الاصطناع الحديث الفجوة بين علماء الوراثة التجريبية وعلماء المستحاثات. ينص الاصطناع التطوري الحديث على ما يلي:
1. يمكن تفسير كل الظواهر التطورية بطريقة تتسق مع الآليات الوراثية المعلومة والأدلة الملاحظة التي يقدمها علماء التاريخ الطبيعي.
2. التطور عملية تدرجية: تتراكم تغيرات وراثية صغيرة يحكمها الاصطفاء الطبيعي خلال فترات زمنية طويلة. الفجوات بين الأنواع (أو المراتب التصنيفية الأخرى) تُفسَّر بأنها نشأت تدريجيًا من خلال الانفصال الجغرافي والانقراض (وليس القفزات).
3. الاصطفاء الطبيعي هو -إلى حد بعيد- الآلية الأساسية للتغيير؛ فحتى أبسط الميزات تكون مهمة عند استمرارها. مجال الاصطفاء هو النمط الظاهري في البيئة التي تحيط به.
4. دور الانحراف الوراثي غير واضح. بالرغم من أن دبجانسكي كان يدعمه بقوة إلا أن أهمية هذا الدور خُفضت بعد الحصول على نتائج الدراسات الوراثية البيئية.
5. التفكير من حيث التجمعات السكانية بدلًا من الأفراد أمر أساسي: التنوع الجيني الموجود في التجمعات الطبيعية عامل مهم في التطور. قوة الاصطفاء الطبيعي في الحياة الطبيعية أقوى من التوقعات السابقة. العوامل البيئية مثل شغل نمط حياتي ما، أو قوة حواجز انسياب المورثات هي كلها عوامل ذات تأثير مهم.
6. في علم الأحياء القديمة، تُقترح إمكانية تفسير الملاحظات التاريخية بالاستقراء من التطور الدقيق إلى التطور الكبروي. الاحتمالية التاريخية تعني إمكانية وجود تفسيرات مختلفة. التدرجية لا تعني ثبات معدل التغير.

## التطورات التي أدت إلى الاصطناع

### تطور داروين بالانتخاب الطبيعي 1859
كان كتاب تشارلز داروين أصل الأنواع المنشور سنة 1859 ناجحا في إقناع معظم علماء الأحياء بأن التطور حدث بالفعل، ولكنه كان أقل نجاحا في إقناعهم بأن الانتخاب الطبيعي هو آلية حدوث التطور. في القرن التاسع عشر وبداية القرن العشرين، نوقشت تنوعات من اللاماركية (وراثة السمات المطلوبة)، واستقامة التطور (التطور التقدمي)، والتطور القافز (التطور بالقفز)، والتطفر (التطور الناتج عن الطفرات) كبدائل للانتخاب الطبيعي. شجع ألفرد راسل والاس نسخة انتقائية من التطور، وعلى عكس داروين رفض اللاماركية تماما. في 1880، أطلق صامويل بتلر على رؤية والاس اسم الداروينية الجديدة.

### كسوف الداروينية اعتبارا من 1880
اعتبارا من ثمانينات القرن التاسع عشر، كان هناك اعتقاد شائع بين علماء الأحياء أن التطور الدارويني كان في مأزق كبير. تنامى كسوف الداروينية (كما أسماه جوليان هكسلي) من ضعف تعليل داروين المكتوب برؤية غير صحيحة في الوراثة. آمن داروين نفسه بالوراثة الخلطية، والتي أقرت بأن أي تنوع جديد سيضعف بنسبة 50% مع كل جيل حتى وإن كان مفيدا، كما لاحظ المهندس فليمنغ جينكن في 1868. هذا يعني بالتالي أن التنوعات الصغيرة لن تدوم طويلا كفاية ليتم انتخابها. بالتالي فإن الخلط سيتعارض مع الانتخاب الطبيعي. بالإضافة إلى ذلك، فقد اعتبر داروين وغيره أن الوراثة اللاماركية للسمات المطلوبة هي شيء ممكن جدا، كما أشارت نظرية شمولية التخلق لداروين (المساهمات في الجيل القادم والناتجة من كل أجزاء الجسد) التي وضعها عام 1868 إلى التخلط في اللاماركية.

### نظرية بلازما الخلايا الجنسية لوايزمان 1892
كانت فكرة أوغست وايزمان (التي وضعها في كتابه Keimplasma: eine Theorie der Vererbung أو بلازما الخلايا الجنسية: نظرية الوراثة) تنص على أن المادة الوراثية التي أطلق عليها بلازما الخلايا الجنسية وبقية الجسم مرتبطان بعلاقة أحادية الطريق: تكون بلازما الخلايا الجنسية الجسد ولكن الجسد لا يؤثر على بلازما الخلايا الجنسية إلا بطريقة غير مباشرة من خلال مشاركتهما في جسد معرض للانتخاب الطبيعي. إذا كان هذا صحيحا، فإن ذلك يجعل نظرية شمولية التخلق لداروين خاطئة، كما يجعل الوراثة اللاماركية مستحيلة. أظهرت تجارب وايزمان على الفئران (بقطعه ذيولها والتأكد من أن نسلها كان له ذيول طبيعية) أن الوراثة كانت صعبة. جادل وايزمان بقوة وبدوغماتية لصالح داروين في مقابل اللاماركية، متسببا في ظهور آراء متضادة بين العلماء. ساهم الشعور المضاد للداروينية المتزايد إلى كسوف الداروينية.

## بدايات مثيرة للجدل

### علم الجينات والتطفر والإحصاء الحيوي 1900-1918
أثناء القيام بتجارب التناسل لتوضيح آلية الوراثة في 1900، أعاد كل من هوغو دي فريس وكارل كورينز استكشاف عمل غريغور مندل. وصلت هذه الأخبار إلى وليام باتسون في إنجلترا والذي تحدث عن الأمر في صحيفة أثناء شرح للجمعية الملكية للبساتين في مايو 1900. في الوراثة المندلية، يتم الحفاظ على مساهمات كل والد بدلا من الخلط مع مساهمات الوالد الآخر.

## التوليفات اللاحقة
بحلول أواخر القرن العشرين ، كان التوليف الحديث يظهر عمره ، وتم اقتراح توليفات جديدة لعلاج عيوبه وسد فجواته من اتجاهات مختلفة. وقد تضمنت مجالات متنوعة مثل ، علم الأحياء التطوري ، علم التخلق ، و المعلوماتية الحيوية ، وعلم الأحياء الدقيقة، و [علم الجينوم]]،   و النقل الأفقي للجينات.  يرى عالم الفسيولوجيا دينيس نوبل أن هذه الإضافات تقدم الداروينية الجديدة بالمعنى الذي حدث في أوائل القرن العشرين التوليف الحديث للقرن "على الأقل ، غير مكتمل كنظرية تطور" ، وتلك التي تم تزويرها بواسطة بحث بيولوجي لاحق. 